# Mellicta asiaefrigida
Mellicta asiaefrigida är en fjärilsart som beskrevs av Ruggero Verity 1940. Mellicta asiaefrigida ingår i släktet Mellicta och familjen praktfjärilar. Inga underarter finns listade i Catalogue of Life.